# Tag des Dankes für die Arbeit
Der Tag des Dankes für die Arbeit (jap. 勤労感謝の日, kinrō kansha no hi, kurz: Arbeitsdanktag) ist ein gesetzlicher Feiertag in Japan, der seit 1948 am 23. November begangen wird. An diesem Tag soll in Japan der Arbeit der anderen, ihrer Rechte und der Früchte ihrer Arbeit gedacht werden. Der in zahlreichen Ländern der Welt begangene Maifeiertag ist in Japan kein gesetzlicher Feiertag.

## Ursprung
Der Tag des Dankes für die Arbeit geht auf das alte kaiserliche Erntedankfest Niiname-sai (新嘗祭, „Kosten des neuen Reises“) zurück, ein shintōistisches Ritual, bei welchem den Göttern durch den Kaiser frisch geernteter Reis geopfert wird. Der Kaiser ist zugleich der oberste Priester des Shintō; seine sakrale Funktion hat ihren Ursprung in dem kaiserlichen Erntedankfest. Im ersten Jahr nach der Thronbesteigung des Kaisers wird das Fest als daijōsai (dt. „Großes Kosten“) begangen.
Eine erste Erwähnung dieses Rituals, dessen Ursprung noch früher vermutet wird, findet sich im Geschichtswerk Nihonshoki aus dem Jahre 720. Dort wird von einer Zeremonie aus dem Jahr 678 berichtet.
Während der Meiji-Periode (1868–1912) wurde das Ritual auf das heutige Datum, den 23. November, gelegt und verbreitete sich bald landesweit. Als Nationalfeiertag wurde der Arbeitsdanktag endgültig nach dem Zweiten Weltkrieg etabliert: er wird seit 1948 begangen.